# Gandelain
Gandelain település Franciaországban, Orne megyében. Lakosainak száma 416 fő (2022. január 1.). Gandelain Saint-Ellier-les-Bois, Champfrémont, Ravigny, Ciral, Lalacelle, La Roche-Mabile és Saint-Denis-sur-Sarthon községekkel határos.

## Népesség
A település népességének változása:
| Lakosok száma | 416  | 404  | 414  | 411  | 415  | 418  | 421  | 423  | 416  |
|               | 2013 | 2015 | 2016 | 2017 | 2018 | 2019 | 2020 | 2021 | 2022 |